# Ctenidium andoi
Ctenidium andoi là một loài Rêu trong họ Hypnaceae. Loài này được N. Nishim. mô tả khoa học đầu tiên năm 1985.